# 大海拉特
大海拉特是德国巴伐利亚州的一个市镇。总面积22.26平方公里，总人口2595人，其中男性1330人，女性1265人（2011年12月31日），人口密度117人/平方公里。